# Silent Hill 2
Silent Hill 2 (サイレントヒル 2, Sairento Hiru Tsū) é um jogo eletrônico de terror de sobrevivência desenvolvido pela Team Silent da Konami Computer Entertainment Tokyo e publicado pela Konami. É o segundo título da série Silent Hill e foi lançado para PlayStation 2 em setembro de 2001, com uma versão para Xbox estreando em dezembro e para Microsoft Windows em dezembro de 2002. A história é focada em James Sunderland, um viúvo que viaja para a cidade de Silent Hill depois de receber uma carta de sua falecida esposa lhe informando que está a sua espera. A jogabilidade envolve navegar pelos diferentes locais da cidade, adquirir itens, solucionar quebra-cabeças e enfrentar uma variedade de tipos de monstros.
O desenvolvimento de Silent Hill 2 começou em junho de 1999, logo depois da finalização do Silent Hill original. A decisão de produzir o título para o PlayStation 2 foi motivada parcialmente pelo desejo da Konami de transicionar rapidamente para as novas plataformas que estavam entrando no mercado; a nova plataforma acabou permitindo uma melhora técnica em relação ao primeiro jogo. A narrativa foi inspirada no romance Crime e Castigo, com a equipe tirando influência dos trabalhos de vários diretores de cinema para a concepção artística. A trilha sonora foi composta por Akira Yamaoka, que procurou criar uma música que despertasse emoções no jogador, também diferentes efeitos sonoros nas composições como gritos e vidro quebrado.
Silent Hill 2 recebeu diversos elogios da crítica. No mês de seu lançamento na América do Norte, Japão e Europa, mais de um milhão de cópias foram vendidas, com as maiores vendas vindo da América do Norte. Durante o lançamento, foi amplamente elogiado por sua história de terror psicológico, uso de metáforas, atmosfera geral, gráficos, design dos monstros, trilha sonora e design de som. No entanto, recebeu críticas por seus controles e dublagem. Foi considerado por diversos veículos como um dos melhores jogos de terror já feitos. O jogo foi precedido por Silent Hill 3. Um remake foi anunciado em outubro de 2022 e lançado em 8 de outubro de 2024.

## Jogabilidade
O jogo ocorre na perspectiva em terceira pessoa, com diversos ângulos de câmera para diferentes lugares do mapa. Em alguns casos, a câmera simplesmente fica posicionada atrás da visão do personagem. A tela principal não informa nada ao jogador, que é obrigado a verificar a sua energia ou munição através do inventário. Também não há nenhum mapa em nenhum canto da tela, o que, conseqüentemente, faz o jogador selecionar constantemente a função de ver o mapa. Os mapas são coletados em vários pontos de várias localidades, assim como os outros itens, e não podem ser lidos em áreas escuras ou com luz insuficiente. James irá escrever no mapa coisas como portas trancadas (ou abertas), obstruções, etc. James também irá escrever o conteúdo de todos os acontecimentos em um bloco de notas, para referências futuras.
A maior parte do jogo consiste em andar por toda a cidade, sem a necessidade de matar os inimigos para dar mais importância em achar chaves e outros itens para avançar em portas, antes bloqueadas, e áreas de difícil acesso. Ocasionalmente irão aparecer quebra-cabeças, que serão representados, dependendo do nível de dificuldade do mesmo, para que o jogador os interprete. O nível de dificuldade dos inimigos e dos quebra-cabeças são determinados independentemente, dando a oportunidade aos jogadores de escolherem inimigos fáceis e quebra-cabeças difíceis ou vice-versa.
Como o jogo original, James mantém um rádio consigo para alertá-lo da presença de inimigos através de um chiado que aumenta gradativamente à medida que se aproxima deles, o que é muito útil quando se está no escuro ou na intensa neblina da cidade. O som e a intensidade do som irão mudar de acordo com o número de inimigos próximos e à distância que estiver deles. Há um total de seis armas disponíveis, três armas de mão e três armas de fogo, e outras duas secretas que são destravadas ao completar o jogo uma vez. O "Wooden Plank" (Pedaço de Madeira) é obtido automaticamente numa área em construção, o "Steel Pipe" (Cano de Ferro) é encontrado no capô de um carro, a "Great Knife" (Grande Faca) pode ser encontrada dentro do labirinto numa sala onde, provavelmente, o Pyramid Head reside. Uma "Handgun" (Pistola) é encontrada dentro dos apartamentos, num carrinho de compras, uma "Shotgun" (Espingarda) é encontrada num armário no hospital, e um "Hunting Rifle" (Rifle de Caçada) é encontrado na prisão. As armas especiais são a "Chainsaw" (Motoserra) e o "Spray Can" que causam danos diferentes aos inimigos dependendo do nível que o jogador recebe ao completar o jogo. Como o combate não é necessário no jogo, há seis reais inimigos. Quase todos os inimigos atacam de perto, sejam com canos, com ácido ou até com borboletas, como o chefe final.

## História
No início do jogo, o jogador é introduzido ao personagem principal, James Sunderland, que veio à Silent Hill após receber uma carta de sua esposa, Mary, ignorando o fato de que ela morreu vítima de uma doença incurável há três anos. Assim que James entra em Silent Hill, ele imediatamente percebe que essa não é a mesma bela cidade na qual ele e Mary passavam as suas férias. Sons estranhos são ouvidos no caminho, uma névoa interminável dificulta a visão, a cidade inteira parece ter sido abandonada há anos. Há também monstros bizarros nas ruas, em becos entre prédios e em baixo de carros esperando para atacar James. Como o caminho para a seu primeiro destino, o Parque Rosewater, está bloqueado, James acha uma chave pela qual ele entra num apartamento tentando achar um novo modo de chegar até o suposto "lugar especial" que Mary descrevia na carta.
Já dentro dos apartamentos, James acha uma jovem mulher que estava na cidade procurando pela sua mãe, Angela Orosco, com uma faca na mão. Aparentemente para se suicidar. James, percebendo que ela está em pânico resolve ficar com a faca para si para a segurança dela. Em outro quarto, James conhece um jovem homem gordo chamado Eddie Dombrowski vomitando em uma privada localizada dentro de um banheiro de um quarto do prédio. Eddie é comumente visto perto de cadáveres, embora ele sempre negue que os matou. Eddie fugiu para a cidade logo após matar um cachorro e o dono do cachorro só porque olhou "estranho" para ele. Mais tarde, James conhece uma garotinha chamada Laura que aparentemente é imune aos efeitos da cidade (ela não vê nenhum monstro na cidade) e inexplicavelmente conhecia James, talvez por ter recebido uma carta de Mary que falava que James era uma boa pessoa. A "pessoa" mais medonha que James encontra na cidade, é, sem dúvida, o Pyramid Head (literalmente Cabeça de Pirâmide), um humanoide que usa uma pirâmide de metal na sua cabeça e que James iria enfrentar em duas partes diferentes do jogo.
Quando James finalmente chega ao Parque Rosewater, ele conhece uma mulher que lembra a sua falecida esposa, só que com roupas mais provocantes e diferentes atitudes. Ela se chama Maria. Durante uma parte do jogo, Maria acompanha James em sua busca para achar o seu segundo suspeito "lugar especial": o Hotel  Lakeview. No caminho até lá, eles encontram Eddie e Laura dentro de um boliche, e logo após a menina sair de lá, Maria diz ter avistado Laura indo para um caminho que leva ao Hospital de Brookhaven. Lá, James acha Laura que fica irritada ao dizer que esteve com Mary no ano passado, em boas condições, contrariando a ideia de que ela morreu há três anos, pensada por James. Laura também tem outra carta enviada por Mary, e é nesse pretexto que ela o tranca numa sala cheia de monstros, enganando-o, dizendo que havia deixado a carta lá. Depois de matar os monstros, o hospital não é mais o mesmo. Depois de uma drástica mudança, James re-encontra Maria, irritada com James por ter deixado ela para trás. Antes de sair do hospital, ambos seguem um caminho para o elevador, porém Pyramid Head mata Maria antes que ela entre no mesmo. Agora, abalado pela morte de Maria, James encontra a chave da porta da frente do hospital, ao mesmo tempo que vê Laura correndo pelas ruas, agora escuras, de Silent Hill. Seguindo o seu caminho, James chega à Sociedade Histórica de Silent Hill, que é o único caminho possível para chegar ao hotel, através de um barco.
A sociedade histórica se torna uma exploração dividida em dois níveis que não estão localizados no mapa da cidade: uma prisão abandonada e um labirinto que, aparentemente, é onde o Pyramid Head reside. No segundo nível, James, inexplicavelmente, encontra Maria atrás das grades, viva. Ela o provoca com ilusões de Mary e provocações. Por enquanto, James não pode salvá-la. Ele precisa encontrar uma nova rota para chegar até ela. E quando ele chega, Maria está morta (provavelmente por Pyramid Head, de novo). Também é neste nível que encontramos Angela e Eddie. Eles revelam porque foram "chamados" por Silent Hill. Os dois casos com o mesmo motivo: assassinato. Angela matou o seu pai por abusos, enquanto Eddie matou um cachorro e atirou num jogador de futebol (que provavelmente era o dono do cachorro) na perna após anos de insultos verbais (pela questão de seu peso). Os dois inimigos principais dessa parte são o "Papai Abstrato" de Angela e, mais tarde, o conturbado Eddie.
Finalmente James chega ao seu "lugar especial" (o Hotel Lakeview) através de um barco, aonde ele encontra Laura outra vez. Ela lhe dá a carta que havia recebido de Mary. Nela dizia que Mary queria adotar uma garota no ano passado. A verdade vem à tona quando James assiste à uma fita de uma visita passada que havia encontrado no hotel, vista na televisão do quarto 312 (quarto aonde ele e Maria passaram as suas férias). O vídeo gravado no hotel, mostrava James sufocando a sua esposa com um travesseiro na época que ela estava doente. Após assistir o vídeo, James, já sem esperanças de que Mary ainda estaria viva e desolado por saber da verdade a qual ele havia esquecido, escuta o seu rádio chiar novamente. Dessa vez, ele escuta perfeitamente a voz de Mary o enviando a mesma mensagem que ele havia ouvido, cortada, no início do jogo. Mary está perguntando a ele, aonde ele está e diz que está esperando por ele. James, mais confuso, começa a explorar o resto do hotel, que agora sofre a mesma transformação trágica do hospital. Durante isto, ele encontra com Angela em uma escada que está pegando fogo (que, segundo o mapa, não existe). Angela revela a ele que para ela é sempre assim, desde que matou o seu pai. Como se estivesse a viver por toda a eternidade no inferno.
O clímax do jogo acontece quando James acha Maria ressuscitada, sendo torturada sem misericórdia por dois Pyramid Head. Ao pedir ajuda, Maria é morta por eles. James finalmente percebe que Maria e Pyramid Head não são nada mais do que ilusões criadas pela cidade e que estariam lá para punir ele. Após lutar contra os dois Pyramid Head, eles cometem suicídio ao se atacarem com suas lanças. Depois disso, James sobe uma imensa escada de incêndio que o leva ao topo. Após chegar ao "topo" (que parece mais com outro andar do hotel em ruínas, com grades de metal no chão), James encontra com uma mulher, que seria Mary (sua localização e reação depende do final realizado) e a última luta do jogo começa.

### Finais
Diversos finais podem ser obtidos dependendo da ação de cada jogador, como em todos os outros jogos da série. Silent Hill 2 não tem um final correto, embora em Silent Hill 4: The Room revele que James e Mary nunca retornaram de sua viagem a Silent Hill, mas as circunstâncias de que eles tenham morrido não foram especificadas.
As indicações oficiais da Konami mantiveram a veracidade do final ambíguo, indicando que não só alguns, mas todos os finais podem ser considerados "reais" dependendo da interpretação de cada jogador quanto a história. Porém, é aceito entre os fãs e como foi sugerido pelo designer Masahiro Ito, de que o final "In Water" seria o final canônico. A versão final do jogo tem um total de seis finais possíveis, três podem ser obtidos da primeira vez que terminar o jogo e mais três após ter completado o jogo uma vez.
Os finais "Leave" e "In Water", começam com uma mulher num quarto, que é Maria vestida como Mary, ela fala com James e pergunta-lhe se ele a queria ver ou não. No fim da conversa ela perdoa James ou não (dependendo do final que o jogador recebeu)e se transforma em um monstro similar aos monstros pendurados no hospital, transformando-se no chefe final. Após derrotá-la, no final Leave, James conversa pela última vez com Mary, que está morrendo. Ele confessa que a matou para poder retornar a sua vida normal. Mary o perdoa, entregando-o a carta completa que ele não recebera em parte alguma no jogo. James pode ser visto saindo da cidade através do cemitério com Laura, enquanto a carta é lida na tela. O final In Water é idêntico ao final Leave até a parte que Mary morre durante a conversa com James. Ele pega o corpo de Mary e o leva até o carro, jogando ambos no Lago Toluca e se matando. Um final especial, chamado "Rebirth", que só é disponível após completar o jogo uma vez, também termina com a morte de Maria, mas na cena final mostra James em um barco com o corpo de Mary, planejando revivê-la usando os itens secretos que o jogador coleta através do jogo.
O final "Maria", entretanto, é radicalmente diferente dos outros três citados acima. Se o jogador ficar bastante tempo com Maria, não a ferir, etc, Mary não perdoou James por ter a matado, independentemente das ações do jogador. Ela irá se tornar o mesmo monstro que nos outros finais, e após a sua morte, James pensa que ela era só mais uma alucinação. Então, ele descobre Maria, que ressuscitou novamente e inexplicavelmente, e sai da cidade com ela tendo nas mãos o que aparentemente é a carta completa. Após a carta ter sido lida, na cena final, Maria começa a se sentir mal e a tossir, o que implica que ela tenha a mesma doença incurável que Mary sofria e que fez com que James fosse a cidade. O que significa que James possa novamente voltar à Silent Hill.
Há também dois finais que são considerados brincadeiras, que só estão abertos após o jogo já ter sido completado, pelo menos uma vez. O primeiro, "Dog" , termina com James descobrindo que todas aquelas anormalidades eram feitas por um Shiba Inu, que aparentemente está controlando todos os eventos que aconteciam na cidade através de um imenso computador. O segundo, "UFO", é uma continuação ao final UFO do primeiro jogo, adicionado na versão de Xbox, na qual James é abduzido pelo grupo de extraterrestres que haviam abduzido também o protagonista do jogo anterior, Harry Mason.

## Influências e design
A atmosfera de Silent Hill 2 é muito similar a atmosfera do primeiro jogo, incluindo o visual abandonado e/ou em decomposição da cidade e a névoa persistente que encobre cada rua. Todo esse conjunto serve para perturbar mais a mente do jogador. Um exemplo disto é a carta que James recebeu de Mary que vai desaparecendo durante o jogo, sugerindo (conforme a Konami anunciou mais tarde) que a carta não era real, era só mais uma das alucinações de James. Isso é explicado ao passo que James começa lentamente a entender o que fez, e as ilusões da cidade começavam a desaparecer. Isso também poderia ser a explicação da transformação do hotel. Quando James entra, o hotel está quase intacto, mas depois dele ver a fita de vídeo e entender o que se passava, saber da verdade, o hotel fica com uma aparência de ter sido incendiado. Outras influências psicológicas encontradas no jogo é a roupa de Mary que veste um manequim (o mesmo que carregava a lanterna) e um corpo morto com uma roupa igual a que James usa.
Os monstros do jogo são reflexos da mente conturbada de James. No mínimo, duas criaturas são parte dos desejos sexuais de James. O monstro chamado "Mannequin" (Manequim - composto apenas por partes baixas) representa os pensamentos de James sobre Mary, e as enfermeiras chamadas de "Bubblehead Nurses" (literalmente Enfermeiras cabeça-de-bolha) representam a forma com qual as enfermeiras tratavam Mary no hospital, o que implica que James sentia falta de sexo durante o período de doença de Mary. Pyramid Head é conhecido por ser baseado no executor de uma história fictícia da cidade e por ser a pessoa que deve punir James por seus atos. Duas exceções deste tema são o "Abstract Daddy" (Papai Abstrato), uma reflexão do subconsciente e memórias de Angela sobre o seu pai, e os "Creepers", que também são vistos no primeiro jogo.
Silent Hill 2 também incorpora algumas referências aos eventos da vida real. Os criadores disseram que o nome "Mary" vem de "Mary Ann Nichols", uma vítima de Jack, o estripador. A crítica britânica descobriu que a roupa de Maria havia sido copiada de uma roupa que Christina Aguilera usou em 1999 durante o Teen Choice Awards. O nome de Eddie Dombrowski foi copiado do nome de Eddie Murphy durante a época que os produtores sugeriram que Eddie seria um personagem otimista. O nome de Angela Orosco foi derivado do nome de Angela Bennett, a protagonista do filme The Net, e Laura de uma novela chamada No Language But a Cry (Nenhuma Língua Além do Choro) do autor Richard D'Ambrosio. Também há suspeitas de que o aspecto da cidade de Silent Hill foi baseado na cidade de San Bruno, Califórnia.

## Lançamentos
Silent Hill 2 foi lançado inicialmente para o PlayStation 2 no final de 2001. A edição original europeia também incluía um segundo disco: um DVD com o bastidores do desenvolvimento do jogo. No disco, eram exibidos trailers, galeria de arte e um documentário sobre o jogo.
A versão de Xbox foi lançada mais tarde naquele ano, em 20 de dezembro, e a versão para PC saiu em dezembro do ano seguinte. Cada região recebeu um subtítulo diferente: a versão de Xbox foi subtitulada Saigo no uta (最期の詩, A última canção) no Japão, Restless Dreams na América do Norte e Inner Fears na Europa. A versão também continha um material adicional: um sexto final para o modo de jogo de James e um novo modo intitulado "Born from a Wish". Este modo mostrava a perspectiva de Maria, que explicava como ela chegou a conhecer James até o jogo principal.
Esta versão foi revisada e lançada para o PS2 e para o PC com o título, Director's cut (edição do diretor, em português) na Europa. Na América do Norte, foi lançada com o selo "Greatest Hits" sem a opção de legendas. O título foi um dos maiores sucessos da Sony.
Em 2006, a Konami relançou Silent Hill 2 junto com as suas sequências de PS2, Silent Hill 3 e Silent Hill 4: The Room, em um pacote intitulado The Silent Hill Collection na Europa e Japão. Silent Hill HD Collection, uma compilação de edições remasterizadas em alta definição de Silent Hill 2 e 3, foi lançado para o PlayStation 3 e Xbox 360 em 20 de março de 2012. A compilação possui nova dublagem para os personagens de ambos os jogos, mas o jogador também pode optar pela dublagem original em Silent Hill 2.

### Versão de PC
A versão para PC de Silent Hill 2 foi lançada em 31 de Dezembro de 2002, feito pela Creature Labs e publicada pela Konami. A edição de PC era equivalente as versões "Restless Dreams" ou "Inner Fears", que incluíam o modo de jogo de Maria e o final extra. A versão geralmente recebia péssimas críticas quando aos controles, que eram apenas no teclado, com ajudas do mouse, entretanto, o jogo suportava um controle através do USB. Uma outra adição era poder salvar em qualquer lugar, chamado de quicksave e quickload, e um menu para ver os trailers de Silent Hill 2 e de Silent Hill 3, porém, não existia nenhum vídeo que mostrasse ao jogador qualquer parte do jogo novo.

## Recriação
Uma recriação do jogo foi anunciada em 19 de outubro de 2022 durante o evento Silent Hill Transmission. O remake foi desenvolvido pela Bloober Team com contribuições do artista original de Silent Hill 2, Masahiro Ito, e do compositor original Akira Yamaoka. Lançado em 08 de outubro de 2024, o jogo está disponível para PlayStation 5 e Windows.

## Reação
A reação do jogo, quanto a mídia, foi, na sua totalidade, favorável. Sites como "GameRankings" deram a Silent Hill 2 uma classificação alta de 86%, na versão original de PS2, e 82% na versão expandida (Restless Dreams) do Xbox e 90% do PS2. A "MetaCritic" deu uma porcentagem de avaliação de 89% a versão original de PS2, e de 84% na versão expandida do Xbox. A "GameSpot", do Reino Unido, avaliou as versões de PS2 e de Xbox, respectivamente, em 7.7 e 7.9 de 10. Uma análise crítica feita para o site IGN dizia, para a versão original de PS2, ser "o jogo mais assustador já lançado até aquela época".
As versões de PC, tipicamente, receberam avaliações mais baixas do que nos consoles. A versão original de PC recebeu uma avaliação de 72% na GameRankings enquanto a sua versão expandida recebeu 6.2 na GameSpot, com notas baixas em algumas categorias, como em jogabilidade. Em 2003, uma análise feita na "GameSpy" dizia que alguns dos problemas na versão para PC era a dificuldade de controlar o personagem, especialmente nas partes em que o ângulo da câmera mudava. Uma reclamação parecida foi feita na IGN em Dezembro de 2002, sugerindo que o jogo "poderia ser jogado no teclado, mas não era aconselhado".
Mas no fim de Outubro de 2001, a Konami anunciou que milhões de cópias de Silent Hill 2 já haviam sido vendidas. Desde então, Silent Hill 2 foi incluído na lista de grandes sucessos da Sony. Em 2006, a G4TV da X-Play declarou que Silent Hill 2 era "o jogo mais assustador de todos os tempos".